# Леонський університет
Леонський університет (ісп. Universidad de León) — іспанський громадський університет, що має кампуси в Леоні та Понферраді.

## Факультети і школи
До складу Університету входять вісім факультетів, шість шкіл і дві приватні асоційовані школи:
- факультет ветеринарних наук[4][5]
- Факультет біологічних й екологічних наук[6][7]
- правничий факультет[8][9]
- мистецький факультет[10][11]
- факультет економіки й управління бізнесом[12][13]
- ремісничий факультет[14]
- школа промисловості, інженерії й інформаційних технологій[15]
- вища технічна школа гірничої інженерії[16][17]
- вища технічна школа сільськогосподарської інженерії[18][19]
- освітній факультет[20][21]
- університетська школа наук про здоров'я[22]
- університетська школа соціологічних наук (асоційований центр)[23][24]
- факультет фізичної культури та спорту[25][26]
- університетська школа туризму, Леон (асоційований центр)
- університетська школа туризму, Понферрада (асоційований центр)

Також виш має мовну школу й IT-центр. З Університетом пов'язана Ветеринарна клініка Кастилії і Леону.